# Biserica Santa Maria delle Grazie din Milano
Santa Maria delle Grazie (în română „Sfânta Maria a harurilor”) este o biserică și o mănăstire dominicană din Milano, inclusă în lista Patrimoniului Mondial UNESCO.  
În fostul refectoriu (vechea sală monahală de mese) se află pictura murală Cina cea de taină realizată de Leonardo da Vinci.

## Galerie de imagini

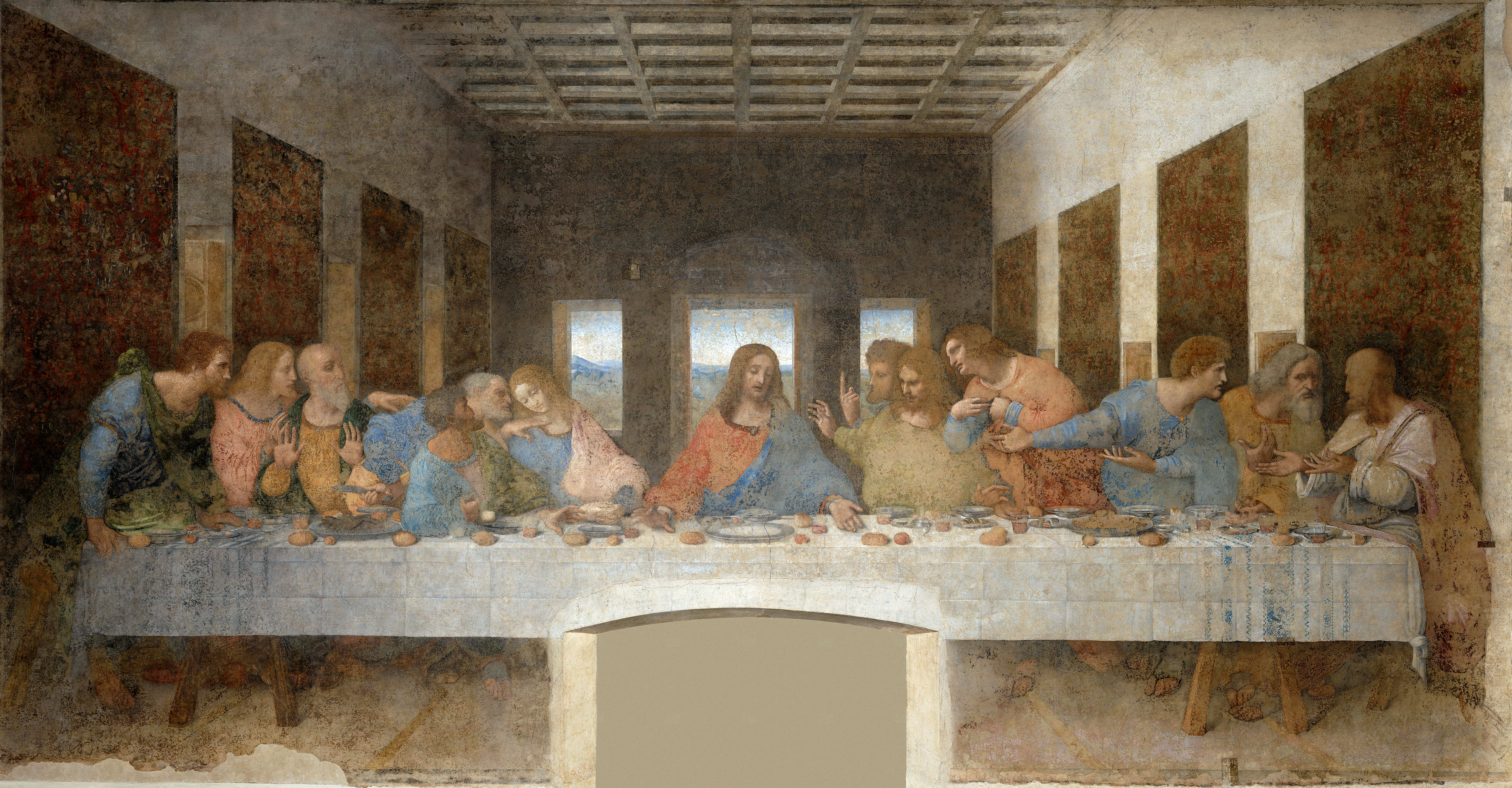
Pictura Cina cea de Taină (Leonardo da Vinci)